# 弘世現
弘世 現（ひろせ げん、1904年（明治37年）5月21日 - 1996年（平成8年）1月10日）は、日本の実業家、日本生命社長。同社の｢中興の祖｣と呼ばれた弘世助太郎の娘婿。

## 人物・来歴
三井合名会社理事・成瀬隆蔵の六男として、東京市麴町区（現・東京都千代田区）に生まれる。成瀬家は二条関白藤原良基の末裔で、尾張犬山城の城主だった成瀬隼人正を先祖とする門閥である。隆蔵の長男の成瀬達は日本生命4代目社長、三男の成瀬雄吾は第一火災海上社長を務めた。
現は、初等科から高等科まで学習院に学び、1928年（昭和3年）東京帝国大学経済学部卒業後、三井物産に入社。同年日本生命社長・弘世助太郎の婿養子となる。弘世家は嵯峨源氏の流れを汲むとされており、旧彦根藩の御用商人であった。
三井物産本店会計課外国為替係、ニューヨーク支店、大阪支店に勤務後、養父・助太郎の遺言により、1944年（昭和19年）に日本生命に転籍し、取締役財務部長に就任した。1946年に常務、
1947年に株式会社であった日本生命が相互会社として再出発する際には専務、1948年に5代目社長となり、1982年に会長に退くまでの34年間、社長を務め、1976年にはオハイオ州立大学内にある保険殿堂入りを果たした。このほか、浅利慶太や石原慎太郎のスポンサーとなり、日生劇場が生まれている。
1983年から96年まで、松下幸之助の後任として伊勢神宮崇敬会第4代会長を務めた。また朝日放送、近畿日本鉄道、髙島屋などの取締役も担った。
1996年1月10日、死去。享年91。

### 長男の入社を巡って
長男・源太郎は慶大卒業後、父と同様に三井物産に入社。当時最年少の35歳で課長に昇進するなど、出世街道を歩んでいた。しかし、父から日本生命入りを勧められ、当初は反抗するものの、1970年（昭和45年）に日本生命に転籍し、取締役に就任する。だが、この世襲人事に対して労働組合側は「日本生命があたかも弘世家の私物であるかのような印象を外部に与えると」猛反対した。この騒動は朝日新聞にも取り上げられ、混乱を招いた。現は「息子の源太郎を取締役にしたが、自分の後継者という問題とは切り離して考えている。人材登用は能力主義だから、源太郎の出来が悪ければいつでも辞めさせる」と弁解に努めざるをえなかったという。ところがその後、源太郎が大阪京橋支社長、本店企業保険部長を歴任すると、その行動力と謙虚さに周囲の見方は一変し、営業社員から絶大な支持を集めた。1973年には常務に昇進し、社長就任は目前と見られていたが、1975年8月、44歳という若さで急死した。
高杉良の小説『いのちの風』は源太郎をモデルとしたものである。

## 家族
- 父：成瀬隆蔵
- 妻：芳子 - 弘世助太郎の三女
- 子
  - 源太郎 - 長男。日本生命元常務。44歳で死去。妻は松方正義の曾孫・信子。
  - 宜子 - 岡橋泰一郎（岡橋治助の孫）の妻
  - 準子 - 鳥井道夫の妻
  - 正子（ただこ） - 久邇邦昭の妻
- 孫
  - 久邇朝尊 - 正子の子。伊勢神宮大宮司
  - 久邇晃子 - 正子の子
  - 岡橋昌子（よしこ） - 宜子の子。松下正幸の妻
  - 晃嗣郎 - 源太郎の長男。三井史子（旧男爵松坂三井家三井高周（三井石油開発監査役）娘）の夫

## 著書
- 横山通夫、吉田忠雄、黒澤酉蔵、川勝傳、西川政一、弘世現『私の履歴書』日本経済新聞社〈経済人17〉、1981年2月。ISBN 978-4532030674。
  - 横山通夫、吉田忠雄、黒澤酉蔵、川勝傳、西川政一、弘世現『私の履歴書（復刻版）』日本経済新聞社〈経済人17〉、2004年6月。
- 『私の生命保険昭和史』東洋経済新報社、1988年9月。ISBN 978-4492812815。